# تورونتو رابتورز
نادي تورونتو رابتورز هو نادي كرة سلة من تورونتو، أونتاريو، كندا. تأسس عام 1995. يعد الفريق الوحيد غير الأمريكي في الدوري الأمريكي لكرة السلة للمحترفين.

## ألوان الفريق
البنفسجي، الأحمر، الرصاصي، الأسود، والفضي.

## سجل بطولات الفريق
بطل الدوري الأمريكي لكرة السلة للمحترفين موسم 2019 بطل القسم الشرقي مرة واحدة بطل المجموعات 6 مرات

## وصلات خارجية
- موقع النادي الرسمي